# فهرست جنگ‌های ارمنستان
در زیر فهرست جنگ‌ها، نبردها، و درگیری‌های که ارمنستان و ارمنیان در آن حضور داشته‌اند آورده شده‌است:
جنگ جهانی دوم
(۱۹۳۹–۱۹۴۵)

| درگیری                                                                  | طرف ارمنی (و متحدان) | حریف | نتایج |
| پادشاهی ارمنستان (۵۷۰ پیش از میلاد–۴۲۸ میلادی)                          | پادشاهی ارمنستان (۵۷۰ پیش از میلاد–۴۲۸ میلادی) | پادشاهی ارمنستان (۵۷۰ پیش از میلاد–۴۲۸ میلادی) | پادشاهی ارمنستان (۵۷۰ پیش از میلاد–۴۲۸ میلادی) |
| ----------------------------------------------------------------------- | --- | --- | --- |
| جنگ پارتی–ارمنی (۸۷–۸۵ پیش از میلاد)                                    | ارمنستان بزرگ | شاهنشاهی اشکانی | پیروزی - پادشاهی‌های اسروئن و آتورپاتکان pledge loyalty to Armenia - Parthia recognizes تیگران دوم as Supreme Ruler of the East - Tigranes the Great declared شاهنشاه |
| جنگ ارمنیان و رومیان (۶۹–۶۸ پیش از میلاد)                               | ارمنستان بزرگ | جمهوری روم | پیروزی - قوای رومیان شکست خورده و از ارمنستان بیرون رانده شدند - قوای ارمنستان و Pontiac پونتوس را از اشغال رومیان آزاد نمودند |
| جنگ مهردادی سوم (۷۳–۶۶ پیش از میلاد)                                    | ارمنستان بزرگ · پادشاهی پنتوس | جمهوری روم | شکست - Armenia and Pontus become client states of Rome - Tigranakert ruined following the نبرد تیگراناکرت - Artashat stormed following the Battle of Artaxata |
| نبرد حران (۵۳ پیش از میلاد)                                             | ارمنستان بزرگ · شاهنشاهی اشکانی | جمهوری روم | پیروزی - The defeat of the Romans in the battle with the Parthians at Carrhae in 53 BC allowed Armenia regained lost earlier سوفن و ارمنستان کوچک |
| جنگ ارمنستان و ایبریا (۵۰–۵۳)                                           | ارمنستان بزرگ | پادشاهی ایبری | پیروزی - تیرداد یکم (ارمنستان) به عنوان پادشاه ارمنستان تاجگذاری کرد |
| جنگ ایران و روم (۶۳–۵۸) (۵۸–۶۳)                                         | ارمنستان بزرگ · شاهنشاهی اشکانی | امپراتوری روم | Stalemate - ارمنستان با متحد روم شد |
| جنگ ایران و روم (۶۳–۵۸) (۶۲)                                            | ارمنستان بزرگ · شاهنشاهی اشکانی | امپراتوری روم | پیروزی - رومیان توسط ارتش ارمنیان-اشکانیان به رهبری تیرداد یکم (ارمنستان) شکست خوردند |
| Armenian–Sasanian War (۳۶۳–۳۷۲)                                         | ارمنستان بزرگ · امپراتوری روم | شاهنشاهی ساسانی | پیروزی - شاپور دوم، پاپ (ارمنستان) را به عنوان پادشاه ارمنستان به رسمیت شناخت - ارمنستان استقلال خویش از ایران را دفاع کرد |
| ارمنستان ساسانی (۴۲۸–۶۴۶)                                               | | | |
| نبرد آوارایر (episode 1:450-451) (episode 2:481-484)                    | مامیکونیان | شاهنشاهی ساسانی | Tactical victory - پیمان‌نامه نوارساک - آزادی مذهبی و خودمختاری برای مسیحیان |
| Principality of Armenia (645-884)                                       | | | |
| نبرد وارناکرت (۷۰۲)                                                     | Principality of Armenia | خلافت امویان | پیروزی - Armenians under the command of Smbat VI Bagratuni with the aid of Byzantium drive Arab Muslims out temporarily. - 800 Armenian noblemen slaughtered by محمد بن مروان in 705.                                                                                           |
| نبرد باگرواند (۷۷۵)                                                     | Principality of Armenia | خلافت عباسیان | شکست - Traditionally strong families مانند خاندان‌های مامیکونیان، گنونی، آماتونی، رشتونی، ساهارونی، و کامساراکان lose power and the دودمان باگراتونی و آرتسرونی rise to power in the north and south respectively. - Prince of Princes of Armenia سمبات هفتم باگراتونی is slain. |
| نبرد چله (۸۶۳)                                                          | Principality of Armenia | خلافت عباسیان | پیروزی - آشوت یکم's victory in his rise to power. |
| Kingdom of Armenia (885–1045)                                           | | | |
| نبرد سوان (۹۲۴)                                                         | ارمنستان باگراتونی | ساجیان | پیروزی |
| نبرد آنی (۱۰۴۲)                                                         | ارمنستان باگراتونی | امپراتوری روم شرقی | پیروزی |
| شاهزاده‌نشین ارمنی کیلیکیه (۱۰۸۰–۱۱۹۸) پادشاهی ارمنی کیلیکیه (۱۱۹۸–۱۳۷۵) | | | |
| نخستین جنگ صلیبی (۱۰۹۶–۱۰۹۹)                                            | امپراتوری مقدس روم · فرانسه در قرون وسطی · Duchy of Apulia · امپراتوری روم شرقی · پادشاهی ارمنی کیلیکیه | امپراتوری سلجوقی · دانشمندیان · خلافت فاطمیان · مرابطان · خلافت عباسیان | پیروزی - پادشاهی اورشلیم ایجاد شد - پایگاه‌های صلیبیون ایجاد شد |
| جنگ‌های صلیبی دوم (۱۱۴۵–۱۱۴۹)                                            | پادشاهی اورشلیم · کنت‌نشین تریپولی · شاهزاده‌نشین انطاکیه · فرانسه در قرون وسطی · امپراتوری مقدس روم · پادشاهی پرتغال · پادشاهی کاستیل · County of Barcelona · پادشاهی لئون · قلمروی دانمارک · امپراتوری روم شرقی · پادشاهی ارمنی کیلیکیه · پادشاهی انگلستان · پادشاهی لهستان (۱۰۲۵–۱۳۸۵) | سلجوقیان روم · مرابطان · موحدون · دودمان زنگیان · خلافت عباسیان · خلافت فاطمیان | Marginal Victory - پیروزی مسیحیان در شبه‌جزیره ایبری و Baltic - پیروی مسلمان در سرزمین مقدس - Crusaders capture لیسبون، ترتسا، Wagria, و Polabia |
| جنگ‌های بین پادشاهی ارمنی کیلیکیه و امپراتوری روم شرقی (۱۱۴۵–۱۱۶۰)       | پادشاهی ارمنی کیلیکیه | امپراتوری روم شرقی | پیروزی - Armenians inflicted a heavy defeat to the Byzantine army in the battle of Mamistra - The Byzantine Empire abandoned it's pretensions to the Armenian state |
| جنگ سوم صلیبی (۱۱۸۹–۱۱۹۲)                                               | - امپراتوری مقدس روم - پادشاهی انگلستان - پادشاهی فرانسه - پایگاه‌های صلیبیون - پادشاهی اورشلیم - شاهزاده‌نشین انطاکیه - کنت‌نشین تریپولی - فرقه‌های نظامی (جامعه رهبانی)s - پادشاهی ارمنی کیلیکیه - پادشاهی مجارستان - جمهوری جنوا - جمهوری پیزا                                           | - ایوبیان - سلطان مصر - سلاطین و امیران دمشق - امیران حمات - فهرست حاکمان ایوبی - سلجوقیان روم نزاریه: - اسماعیلیان الموت (حکومت) Christian opponents: - Byzantine Empire - Empire of Cyprus - پادشاهی سیسیل | پیروزی - معاهده یافا، the result of Crusader military victories and successful sieges. |
| محاصره عکا (۱۱۸۹–۱۱۹۱)                                                  | پادشاهی ارمنی کیلیکیه · پادشاهی انگلستان · پادشاهی فرانسه · پادشاهی اورشلیم - شوالیه‌های معبد - شوالیه‌های هوسپیتالر امپراتوری مقدس روم شاهزاده‌نشین انطاکیه | ایوبیان | پیروزی |
| جنگ‌های بین پادشاهی ارمنی کیلیکیه و سلجوقیان روم (۱۲۵۷–۱۲۶۳)             | پادشاهی ارمنی کیلیکیه | سلجوقیان روم | پیروزی |
| سقوط بغداد (۱۲۵۸)                                                       | امپراتوری مغول - ایلخانان - پادشاهی ارمنی کیلیکیه - پادشاهی متحد گرجستان - شاهزاده‌نشین انطاکیه - ایرانیان فارسی‌زبان - Mongolian China | خلافت عباسیان - ایوبیان | پیروزی |
| Siege of Aleppo (1260)                                                  | امپراتوری مغول پادشاهی ارمنی کیلیکیه شاهزاده‌نشین انطاکیه | ایوبیان | پیروزی |
| جنگ صلیبی نهم (۱۲۷۱–۱۲۷۲)                                               | پادشاهی فرانسه پادشاهی قبرس پادشاهی انگلستان پادشاهی ارمنی کیلیکیه | مملوک | شکست - Treaty of Caesarea - Crusader states collapsed |
| Battle of Wadi al-Khazandar (۱۲۹۹)                                      | مغول ایلخانان پادشاهی ارمنی کیلیکیه پادشاهی متحد گرجستان | سلطنت مملوک | پیروزی |
| اولین جمهوری ارمنستان (۱۹۱۸–۱۹۲۰)                                       | | | |
| Caucasus Campaign (جنگ جهانی اول) (۱۹۱۸)                                | Armenian National Council | امپراتوری عثمانی | متارکه جنگ - Treaty of Batum - تأسیس اولین جمهوری ارمنستان |
| جنگ ارمنستان–جمهوری آذربایجان (۱۹۱۸–۱۹۲۰)                               | اولین جمهوری ارمنستان | جمهوری دمکراتیک آذربایجان | Indecisive - ناگورنو قره‌باغ و نخجوان dispute settled به نفع آذربایجان - استان سیونیک liberated by Armenia |
| جنگ گرجستان و ارمنستان (۱۹۱۸)                                           | اولین جمهوری ارمنستان | جمهوری دموکراتیک گرجستان | Indecisive - Mutual administration of the استان لوری. |
| جنگ ارمنستان–ترکیه (۱۹۲۰)                                               | اولین جمهوری ارمنستان | ترکیه · اتحاد جماهیر شوروی | شکست - کل ارمنستان غربی به ترکیه داده شد - Rest of Armenia is Sovietized |
| Battle of Mountainous Armenia (۱۹۲۱)                                    | Mountainous Armenia | اتحاد جماهیر شوروی · ترکیه · جمهوری سوسیالیستی شوروی آذربایجان | پیروزی - جمهوری کوهستانی ارمنستان با جمهوری سوسیالیستی ارمنستان شوروی united |
| جمهوری سوسیالیستی ارمنستان شوروی (۱۹۲۰–۱۹۹۱)                            | | | |
| جمهوری سوسیالیستی ارمنستان شوروی · اتحاد جماهیر شوروی                   | آلمان نازی | پیروزی - ۵۰۰٬۰۰۰ تن از ارتش شوروی جنگیدند، ۲۰۰٬۰۰۰ از آنها جان سپردند. - ۲۰٬۰۰۰ تن از ارمنینان در نیروهای مسلح ارمنستان جنگیدند - ۱۰٬۰۰۰ تن از ارمنینان در نیروهای مسلح فرانسه جنگیدند                       | |
| جمهوری ارمنستان (۱۹۹۱–)                                                 | | | |
| جنگ قره‌باغ (۱۹۸۸–۱۹۹۴)                                                  | ارمنستان · جمهوری آرتساخ | جمهوری آذربایجان | پیروزی - استقلال جمهوری قره‌باغ. - Ceasefire treaty (پروتکل بیشکک). |

## Peacekeeping missions
| Mission                                    | Start-date | End-date | Location  | Troops deployed |
| ------------------------------------------ | ---------- | -------- | --------- | --------------- |
| KFOR                                       | ۲۰۰۴       | ۲۰۱۲     | کوزوو     | ۷۰              |
| MNF-I                                      | ۲۰۰۵       | ۲۰۰۸     | عراق      | ۴۶              |
| نیروهای بین‌المللی کمک به امنیت             | ۲۰۰۸       | Ongoing  | افغانستان | ۱۳۰             |
| نیروهای حافظ صلح سازمان ملل مستقر در لبنان | ۲۰۱۴       | Ongoing  | لبنان     | ۳۳              |